# ジャン＝クエン・アイザックス
ジャン＝クエン・アイザックス（英語: Gian-Quen Isaacs、2004年12月12日 - ）は、南アフリカ共和国のフィギュアスケート選手（女子シングル）。
主な戦績は、南アフリカ選手権優勝2回（2022年・2024年）、南アフリカジュニア選手権優勝3回（2019年・2021年・2023年）。

## 経歴
2012年、7歳の時に地元ケープタウンでフィギュアスケートを始める。南アフリカではマイナーなスポーツと位置付けられる中、1998年長野オリンピックのシャリーン・ヒューマン以来、7人目となるオリンピック出場を目指している。自身のロールモデルでもあり、尊敬する選手は羽生結弦。

## 技術・演技
アクセルを除く5種類の3回転ジャンプを跳ぶことができる。コンビネーションジャンプは、3回転サルコウ-2回転トウループ、3回転サルコウ-シングルオイラー-2回転サルコウ、3回転トウループ-2回転トウループを跳ぶことが多い。3回転ルッツ、3回転ループについては、転倒や踏切エラー、回転不足、ダウングレードなどとなり、実戦で加点がついたことはない。
また、成功すれば南アフリカ史上初となる4回転の習得についても言及している。

## 競技成績

### ISUパーソナルベストスコア
- SP - ショートプログラム、FS - フリースケーティング
- TSS - 部門内合計得点（英: Total segment score）は太字
- TES - 技術要素点（英: Technical element score）、PCS - 演技構成点（英: Program component score）

| 部門 | 種類 | 得点   | 大会                   |
| ---- | ---- | ------ | ---------------------- |
| 総合 | TSS  | 128.59 | 2024年ロンバルディア杯 |
| SP   | TSS  | 49.03  | 2024年ロンバルディア杯 |
| SP   | TES  | 25.76  | 2024年ロンバルディア杯 |
| SP   | PCS  | 23.27  | 2024年ロンバルディア杯 |
| FS   | TSS  | 83.24  | 2024年ブダペスト杯     |
| FS   | TES  | 46.93  | 2024年ブダペスト杯     |
| FS   | PCS  | 42.99  | 2024年ロンバルディア杯 |

### 主な戦績
- CS - ISUチャレンジャーシリーズ

| 大会名              | 2021–22 | 2023–24 | 2024–25 |
| ------------------- | ------- | ------- | ------- |
| 四大陸選手権        |         |         | 18位    |
| CS ブダペスト杯     |         |         | 17位    |
| CS ロンバルディア杯 |         |         | 13位    |
| スケートツェリェ    |         |         | 12位    |
| ダイヤモンドスピン  |         |         | 5位     |
| 南アフリカ選手権    | 1位     | 1位     |         |

- JGP - ISUジュニアグランプリシリーズ
- J - ジュニアクラス

| 大会名                   | 2018–19 | 2019–20 | 2020–21 | 2021–22 | 2022–23 | 2023–24 |
| ------------------------ | ------- | ------- | ------- | ------- | ------- | ------- |
| 世界ジュニア選手権       |         |         |         |         |         | 38位    |
| JGP ブダペスト           |         |         |         |         |         | 25位    |
| JGP リガ杯               |         |         |         |         | 26位    |         |
| JGP バルティック杯       |         | 24位    |         |         |         |         |
| JGP リガ杯               |         | 26位    |         |         |         |         |
| JGP アンバー杯           | 31位    |         |         |         |         |         |
| ブダペスト杯             |         |         |         |         |         | 11位 J  |
| アジアフィギュア杯       |         |         |         |         |         | 10位 J  |
| エーニャスプリング杯     |         |         |         | 20位 J  |         |         |
| アンドラオープン         |         | 7位 J   |         |         |         |         |
| 南アフリカジュニア選手権 | 1位     |         | 1位     |         | 1位     |         |